# Rodinný trojdům Sirotkova 73–77
Rodinný trojdům v Brně v Sirotkově ulici číslo popisné 1038 až 1040, resp. orientační 73, 75 a 77, patří ke skupině funkcionalistických řadových rodinných domů v městské části Žabovřesky, které navrhl a projektoval Alois Kuba v druhé polovině 20. let 20. století pro rozrůstající se obytnou oblast Žabovřesk kolem Minské ulice. Autorství řadové vilové zástavby v těchto ulicích bylo dlouho neznámé. Průčelí trojdomu bylo patrně v 80. letech zapsáno na seznam nemovitých kulturních památek, později však byla jeho památková ochrana zrušena.

## Historie

### Stavební vývoj čtvrti
Původně samostatná ves Žabovřesky v průběhu 19. století díky dynamickému růstu pohltila osadu Vinohrádky s osou podél novodobé Horovy ulice a dál se rozšiřovala směrem k Brnu. Do roku 1918 vyplnila celou délku veversko-brněnské cesty na žabovřeském katastru patrová rodinná a dělnická zástavba a na hranici území s brněnskou Velkou Novou Ulicí (později čtvrť Veveří) vznikla i zástavba městského charakteru. V roce 1919 byly Žabovřesky úředně připojeny k Velkému Brnu, a tak se otevřela cesta k dalšímu rozvoji území. V letech 1922–1923 byly vybudovány Kounicovy koleje, k nimž dosáhla od Minské ulice bloková zástavba, a ve stejné době se rozprostřela i vilová Česká úřednická čtvrť vybíhající po severním a západním svahu Kraví hory od náměstí Míru k okraji Wilsonova lesa tak, že do roku 1939 organicky propojila Žabovřesky s Masarykovou čtvrtí.
Spolu s politickými změnami po první světové válce a osamostatnění Československa mělo na vývoj stavitelství v Brně vliv více faktorů, mezi nimiž byla urbanizace a rychlý přírůstek obyvatelstva v příměstských částech, vlastenecké úsilí vymanit se z nadvlády monumentální rakouské stavební kultury a architektonické tradice nedaleké Vídně, ale také nedostatek financí i odborných pracovních sil a přemrštěné ceny stavebního materiálu v důsledku živelné výstavby. Začaly se proto uplatňovat čisté a jednoduché výrazové prostředky a namísto přehnaných honosných staveb se začaly využívat střídmé konstrukce a dispozice.

### Nová výstavba v nových ulicích
V roce 1928 se na nově zbudovaném Zemském výstavišti uskutečnila u příležitosti desátého výročí založení republiky Výstava soudobé kultury a její součástí se stala experimentální kolonie Nový dům v Žabovřeskách prezentující moderní úsporné individuální bydlení pro střední vrstvu. Už v letech předcházejících této bytové expozici však vzniklo několik pozoruhodných domů v souběžných ulicích Sirotkově a Kameníčkově a v příčné ulici Eliášově, stejně jako v ulici Marie Steyskalové pod svahem severního výběžku Wilsonova lesa.
Ulice Sirotkova vznikla paralelně s Minskou ulicí (tehdy Palackého třídou) už v roce 1907 a do druhé světové války nesla jméno Svatopluka Čecha. V červnu 1930 ji doplnila další souběžná ulice Kameníčkova pojmenovaná po moravském historikovi Františku Kameníčkovi a současně také příčná Eliášova, která se původně jmenovala Langova podle žabovřeského učitele a organizátora spolkového života Antonína Langa. Langova ulice kopírovala horní hranu výběžku Wilsonova lesa, zatímco při jeho spodní hraně souběžně s ní vybíhala z Burianova náměstí k jihu už od roku 1919 pojmenovaná ulice Hálkova, později Marie Steyskalové.

## Autor a jeho domy

### Alois a bratři Kubovi

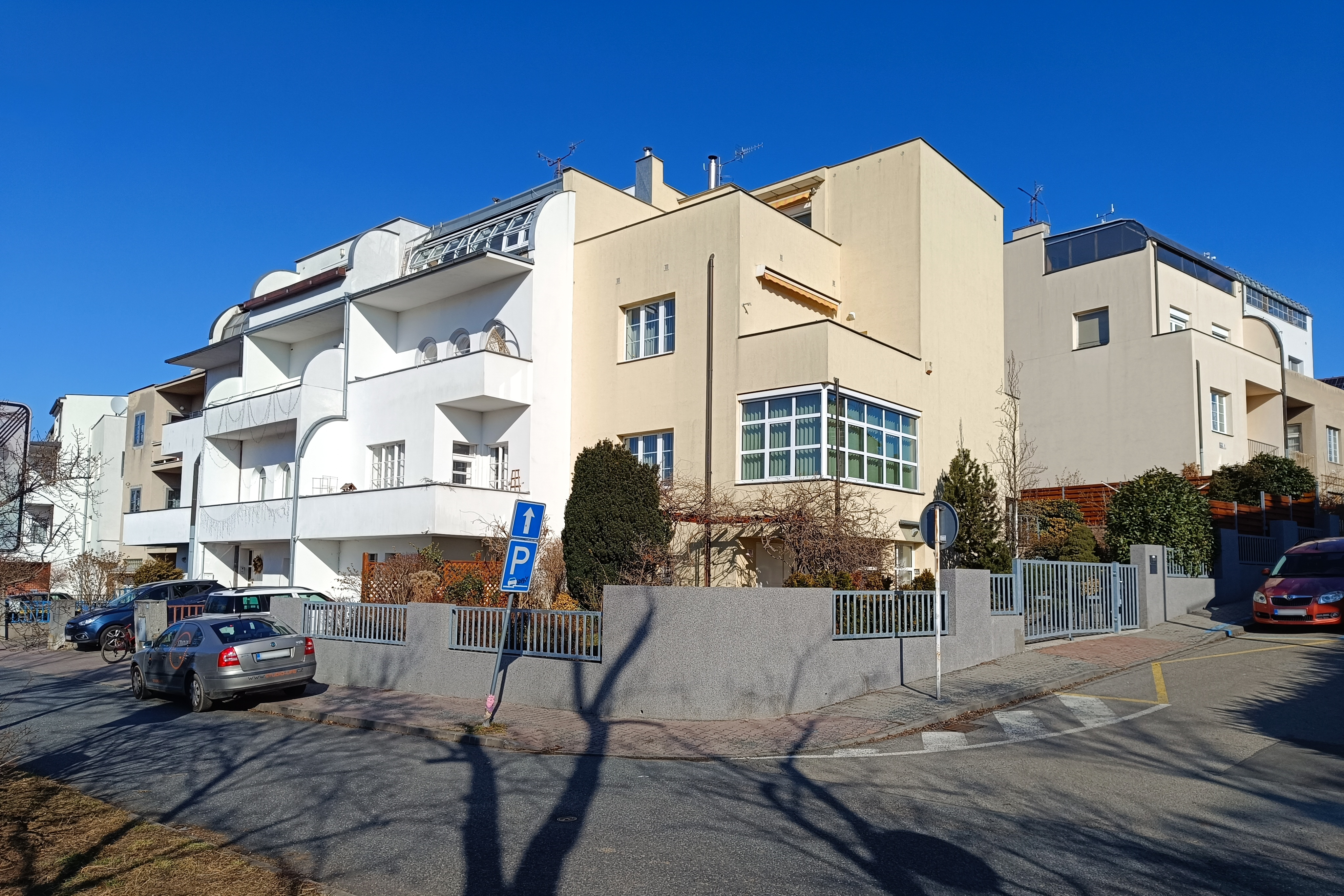
Podobné prvky použité na řadových domech v Eliášově ulici (vlevo) i na dvojdomě v Kameníčkově (vpravo)

Ze šesti synů početné rodiny Kubů v Nížkovicích nedaleko Slavkova, kteří se dožili dospělého věku, jeden převzal rodinné hospodářství a všichni ostatní se uplatnili ve stavitelství v Brně i na jiných místech jižní Moravy. Nejvýrazněji patrně tři, z nichž nejmladší Vilém (26. května 1905 – 20. května 1961) absolvoval studium architektury, prostřední Florián (1903–1983) stavěl mimo jiné školy a nájemní domy v Brně a nejstarší Alois (11. února 1901 – 17. května 1979) spolupracoval zprvu se stavitelem Václavem Dvořákem (1900–1984) a posléze v roce 1932 založil společnou firmu s bratrem Vilémem. Projekční a stavitelská kancelář Václava Dvořáka a Aloise Kuby vyvinula koncem 20. let koncept „vertikálního bydlení“, který přejímal inovace řadových rodinných domů patrné v kolonii Nový dům, a lokalitu kolem Wilsonova lesa a Kraví hory si obzvláště oblíbila. Svými řadovými domy později „obsadila“ také ulice Březinovu, Tůmovu, Zábranského a Hvězdárenskou (která tehdy byla ještě součástí Zábranského ulice), Lužickou a Náhorní (tehdy Strmou). Stavby však realizovala i v mnoha dalších městských částech Brna.
Tomu ovšem předcházelo studium Aloise Kuby u Jaroslava Syřiště na Odborné škole stavitelské v Brně, povinná školní praxe v Hodoníně, dva roky práce pro Rösslera a Kudlíka v České Třebové a roční vojenská povinnost. Poté zpět v Brně začínal jako asistent u stavitele Františka Hrdiny a po dvou letech nastoupil do ateliéru Bohuslava Fuchse. Ještě téhož roku (1928) se Kuba dohodl na spolupráci s Václavem Dvořákem, pro nějž nejprve pracoval jako zaměstnanec a poměrně brzy se stal i spolupodílníkem firmy.

### Domy v Sirotkově ulici a okolí
Originální řadové domy v Sirotkově, Kameníčkově a okolních ulicích patří mezi rané práce Aloise Kuby z konce dvacátých let. Jedná se o první rozsáhlou stavební akci pozdějšího zakladatele úspěšné developerské, projekční a stavební firmy třicátých let a podle Petra Pelčáka „dokumentuje hledání nové architektonické formy, typické pro první dvě třetiny let dvacátých“. Řadová vilová zástavba v těchto ulicích je kombinací „statické“ estetiky po vzoru Adolfa Loose, se svojí trojosou kompozicí, bočními hmotnými arkýři, vstupními nikami a svislými hustě dělenými okny, a expresivity německé frankfurtské školy, která se projevila například oblými schodišťovými věžemi či nárožními balkony.
Do tohoto širšího funkcionalistického souboru budov kolem Eliášovy ulice zapadá také samostatně stojící řadový trojdům Sirotkova 1038/73, 1039/75 a 1040/77 realizovaný v letech 1927–1928. Jedná se o ojediněle hmotově formovaný bytový dům, jehož dominantním prvkem jsou okrajové věžicové schodišťové rizality. Hlavní hmota stavby je tvořená zadním širokým hranolovým blokem s centrální vystupující částí, z níž po stranách dále dopředu vystupuje dvojice mohutných převýšených zaoblených schodišťových rizalitů. Mezi nimi je sevřené průčelí s ustupujícím přízemím a s průběžným balkonem (lodžií) ve druhém patře, rozděleným dvěma příčkami, které nesou vyloženou korunní římsu.  Nad ní je ještě střešní terasa, kompletně krytá zaoblenou prosklenou střechou. Ta byla až později narušena v centrální části novodobějším zazděným hranolovým vikýřem. V bočních stranách schodišťových rizalitů jsou vertikálně protáhlé obdélné okenní otvory osvětlující schodiště. Vstupy do domů po vnějších stranách rizalitů jsou kryté nižšími vystupujícími hranolovými útvary.

## Památková ochrana
Všechny tři domy v tomto celku, resp. jejich průčelí byla patrně v lednu 1989 prohlášena rozhodnutím Ministerstva kultury ČR za kulturní památku a evidována v Ústředním seznamu nemovitých kulturních památek pod rejstříkovým číslem 48453/7-7769. Památkový ústav přitom objekt označil za „jednu z nejzajímavějších staveb brněnského funkcionalismu“.
V prosinci 2020 ministerstvo kultury na základě rozhodnutí Nejvyššího správního soudu zrušilo u více než 1 400 dosud chráněných staveb v Brně památkovou ochranu z důvodu „pozdního zápisu“ do seznamu a mezi takto postiženými se ocitl i tento trojdům. Na přelomu let 2022 a 2023 pak stanovilo alespoň plošnou památkovou ochranu vyhlášením městské památkové zóny Brno, která zahrnula oblast Žabovřesk a s ní také Sirotkovu 73, 75 a 77.

## Fotogalerie

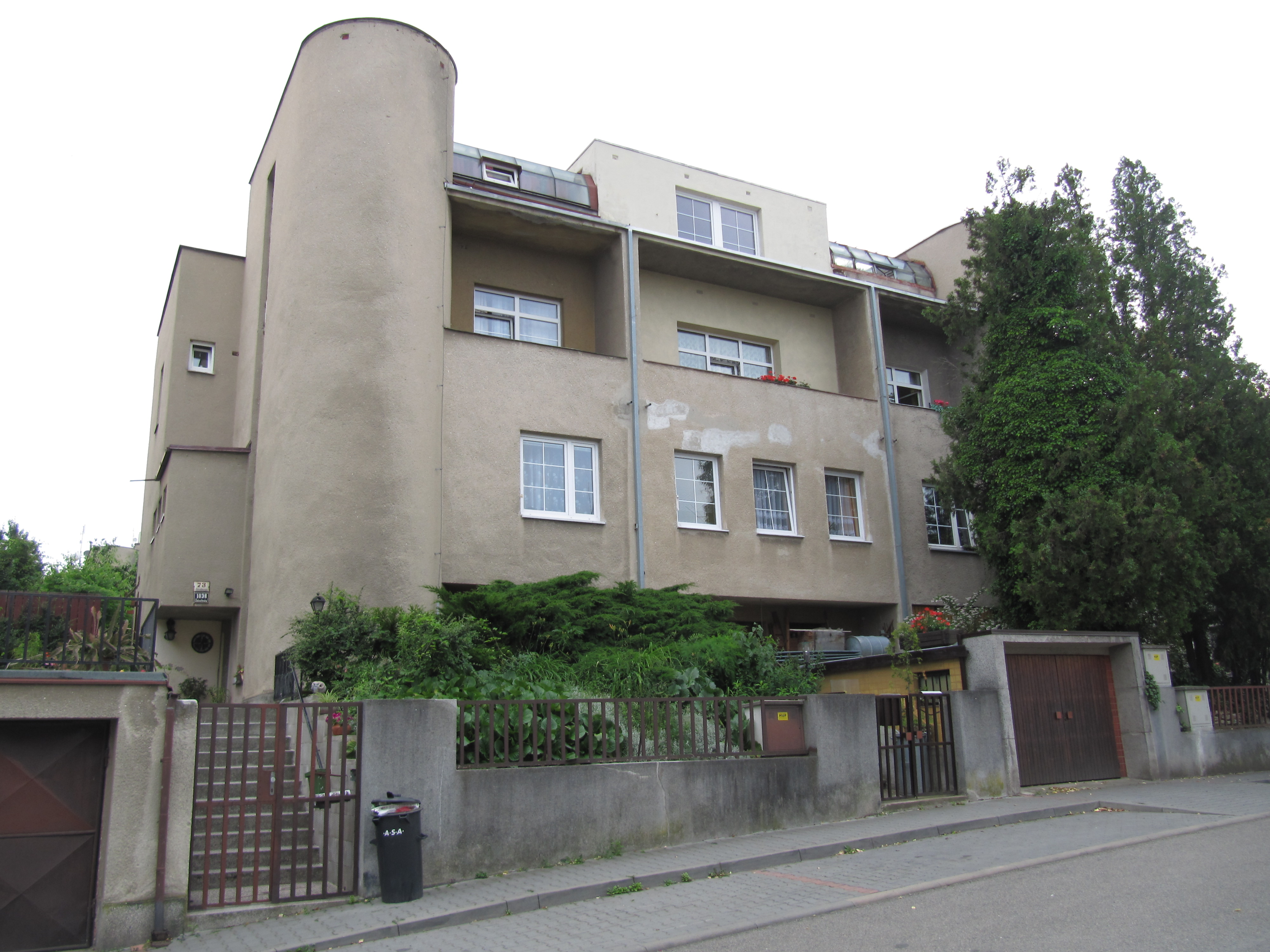
Trojdům v roce 2011
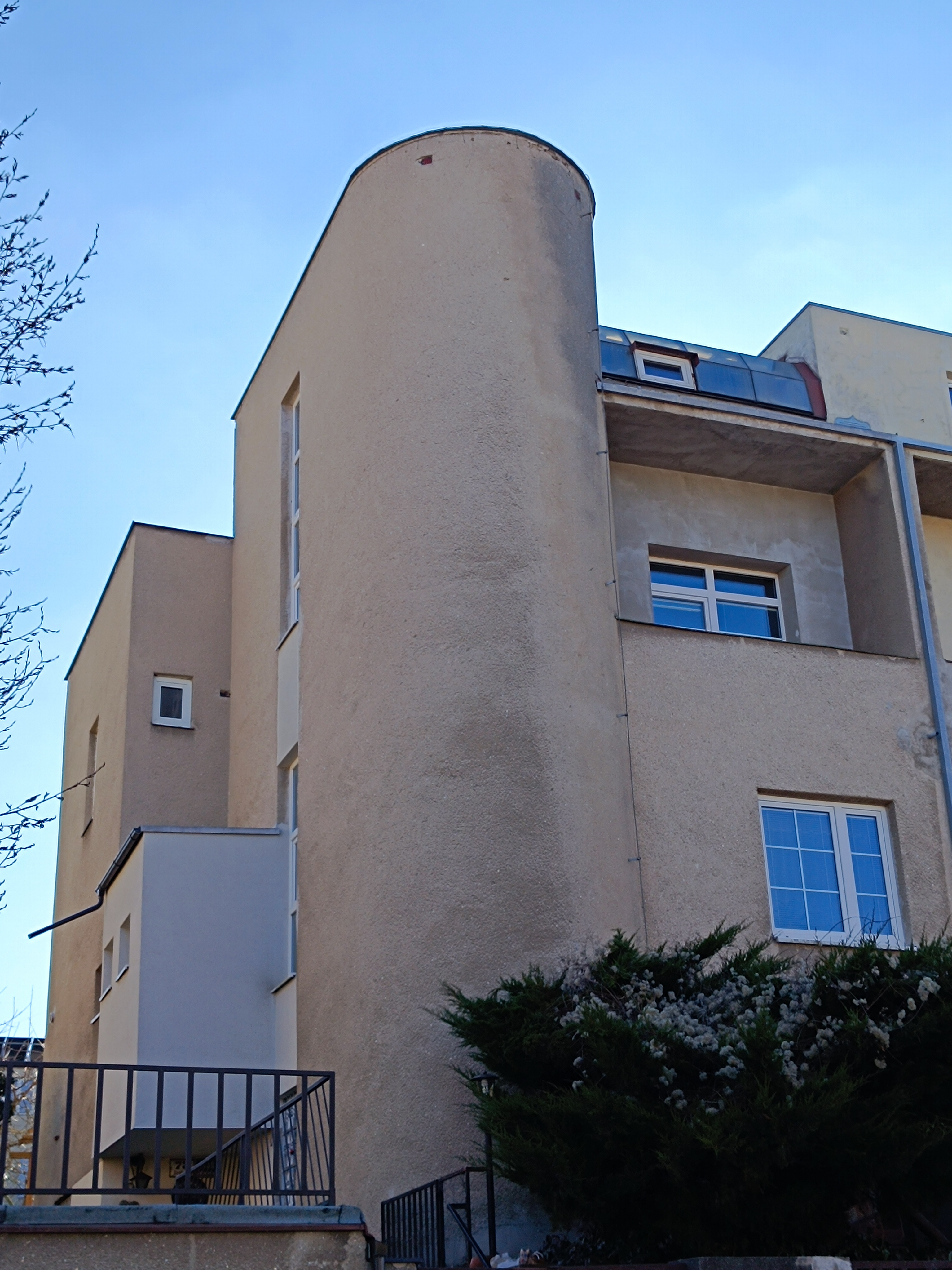
Zaoblený schodišťový rizalit na domě číslo 73
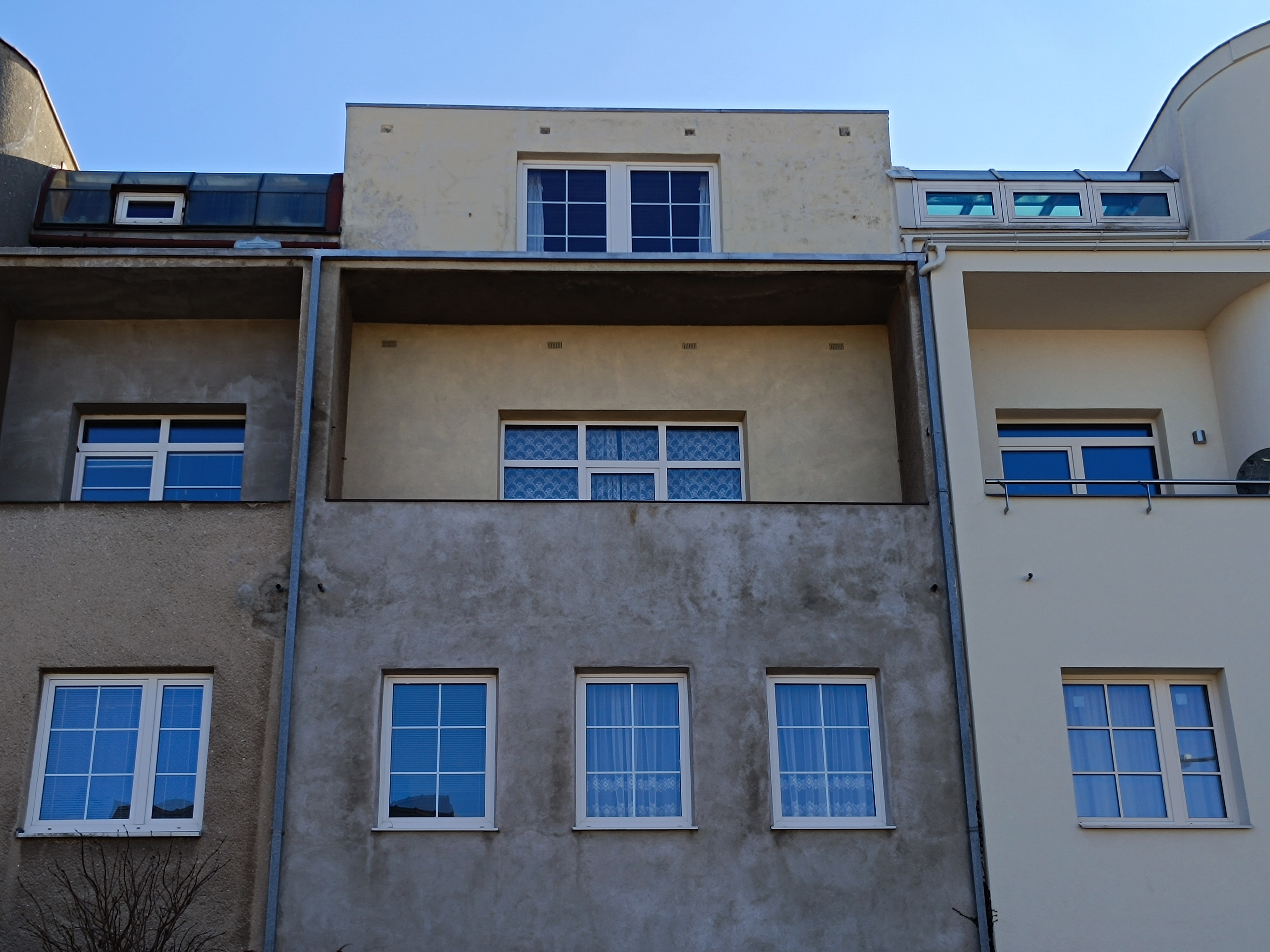
Průběžné terasy ve vyšších patrech uličního průčelí
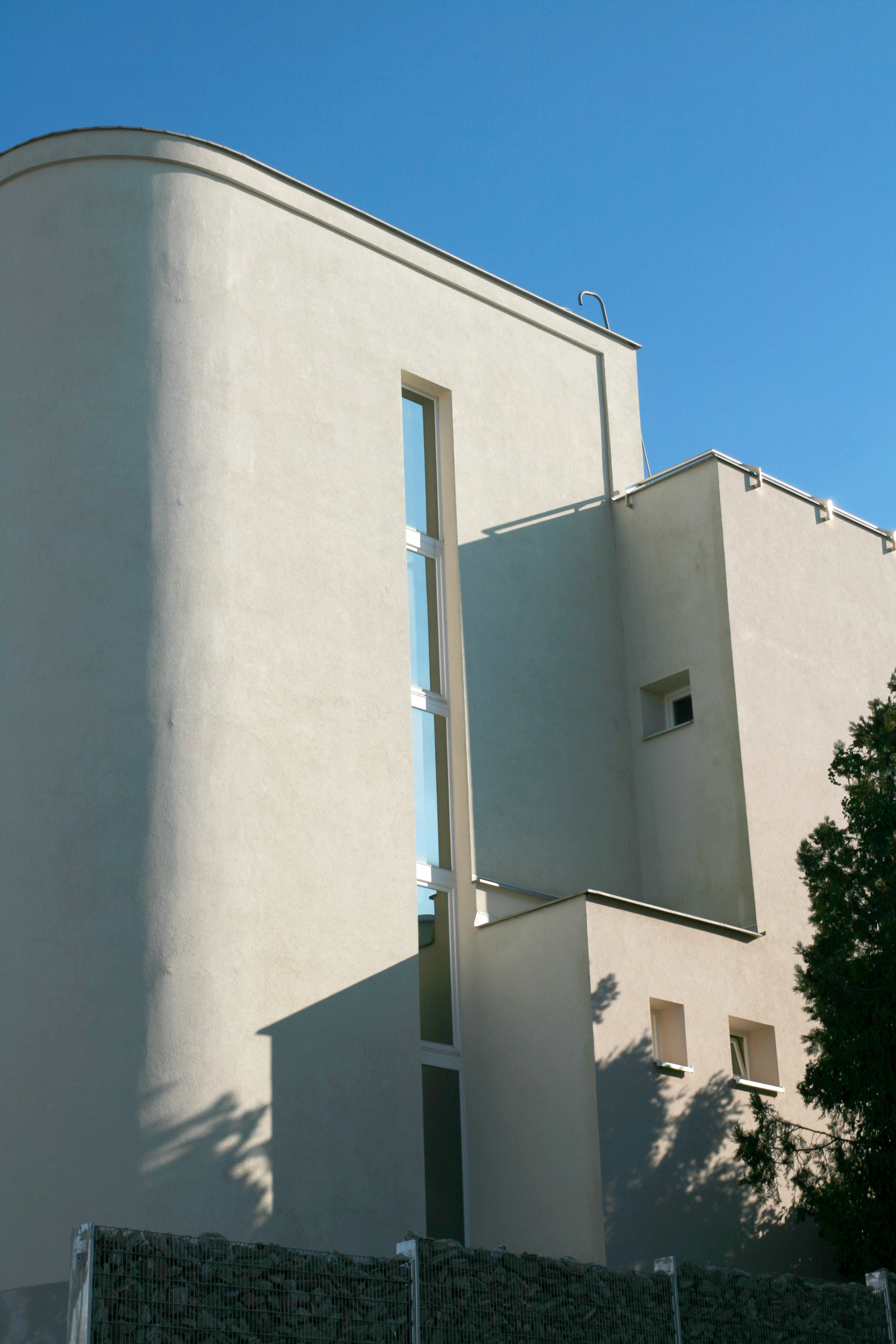
Osvětlení schodiště vertikálním okenním pruhem na domě číslo 77
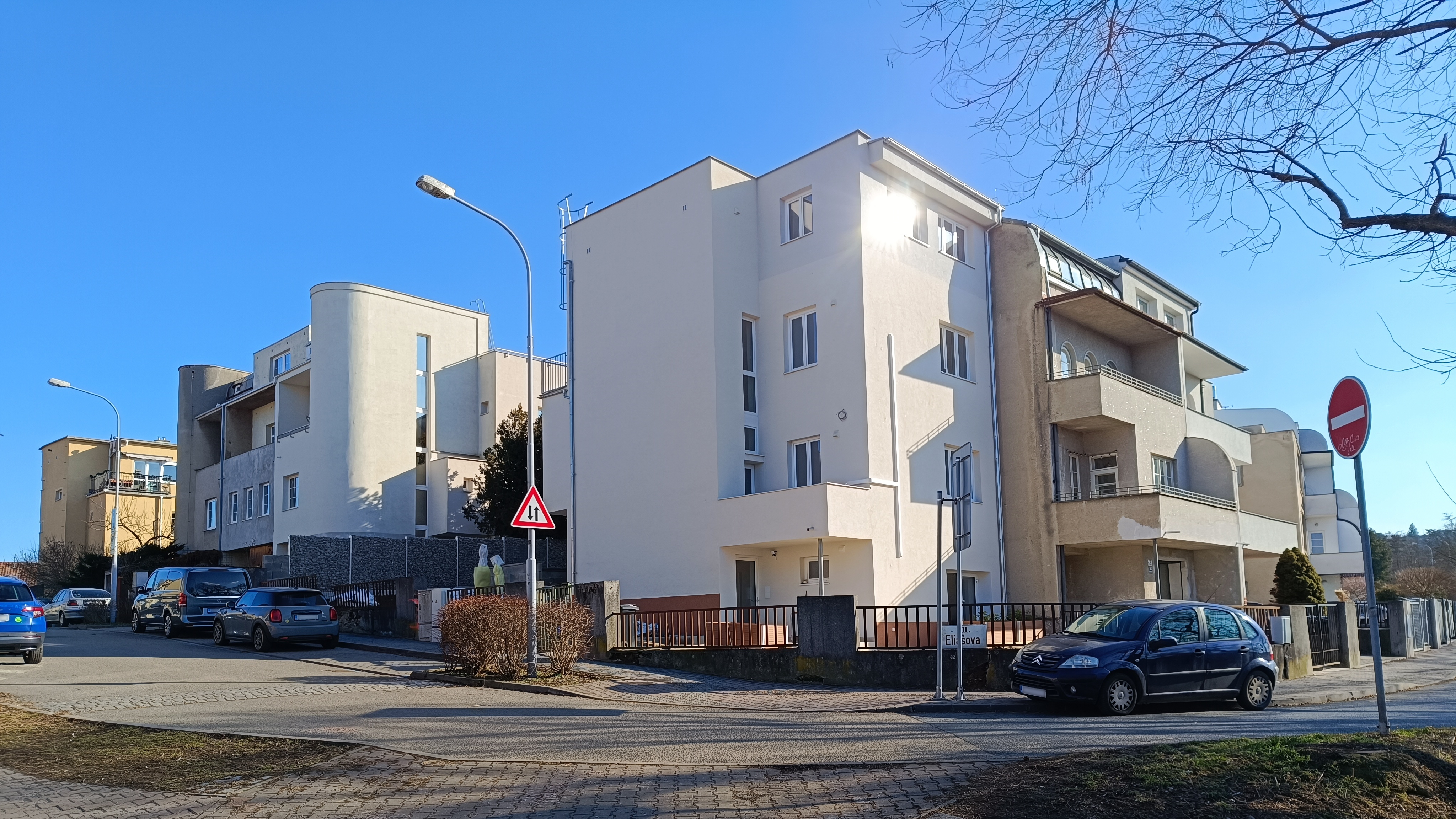
Trojdům v Sirotkově ulici (vlevo) spolu s dalšími řadovými domy Aloise Kuby v Eliášově ulici (vpravo)